# جيف ماتسون
جيف ماتسون (بالإنجليزية: Jeff Mattson)‏ هو عازف قيثارة أمريكي، ولد في 3 يوليو 1958.